# Pterolophia inalbonotata
Pterolophia inalbonotata là một loài bọ cánh cứng trong họ Cerambycidae.